# NGC 4150
NGC 4150 este o galaxie lenticulară situată în constelația Părul Berenicei. A fost descoperită în 13 martie 1785 de către William Herschel. Se află la o distanță de 13,06 megaparseci de Pământ.